# Фронтьєр (округ, Небраска)
Шаблон:StateAbbr_ 40°32′ пн. ш. 100°23′ зх. д. / 40.53° пн. ш. 100.39° зх. д.
Округ Фронтьєр (англ. Frontier County) — округ (графство) у штаті Небраска, США. Ідентифікатор округу 31063.

## Історія
Округ утворений 1872 року.

## Демографія
За даними перепису
2000 року
загальне населення округу становило 3099 осіб, усе сільське.
Серед мешканців округу чоловіків було 1553, а жінок — 1546. В окрузі було 1192 домогосподарства, 829 родин, які мешкали в 1543 будинках.
Середній розмір родини становив 3,02.
Віковий розподіл населення поданий у таблиці:
| Стать    | До 15 років | 15-21 | 22-29 | 30-39 | 40-49 | 50-65 | 65-85 | Понад 85 |
| -------- | ----------- | ----- | ----- | ----- | ----- | ----- | ----- | -------- |
| Чоловіки | 316         | 245   | 110   | 156   | 242   | 254   | 209   | 21       |
| Жінки    | 288         | 228   | 102   | 170   | 213   | 251   | 236   | 58       |

## Суміжні округи
- Лінкольн — північ
- Доусон — північний схід
- Госпер — схід
- Фернас — південний схід
- Ред-Віллоу — південь
- Гічкок — південний захід
- Гейз — захід